# 4120 Denoyelle
4120 Denoyelle је астероид главног астероидног појаса са средњом удаљеношћу од Сунца која износи 3,157 астрономских јединица (АЈ).
Апсолутна магнитуда астероида је 12,9.